# Arthur Zalmijn
Arthur Zalmijn is een voormalig Surinaams politicus. Hij was in 1991 minister van Landbouw, Veeteelt en Visserij (LVV) in de regering die aantrad na de Telefooncoup. In de decennia erna was hij werkzaam in de rijstsector en voor het ministerie.

## Biografie
Nadat de militairen op 24 december 1990 de Telefooncoup pleegden, een telefoontje van de militaire top naar president Ramsewak Shankar met de mededeling dat hij was afgezet, trad op 7 januari 1991 een overgangsregering aan met Arthur Zalmijn als minister van LVV. De regering bleef aan tot na de verkiezingen van 1991 en het aantreden van het kabinet-Venetiaan I op 16 september 1991.
Rond 2004 was hij directeur van de Suriname Rice Operations (SRO) en adviseur van de Vereniging van Rijst Exporteurs (VRE). Ook in de decennia erna bleef hij actief als adviseur in de rijstbranche. In 2020 was hij waarnemend directeur op het ministerie van LVV en na de verkiezingen van 2020 beleidsadviseur. In september zette minister Parmanand Sewdien een Kabinet van de Minister van LVV op met drie leden onder wie Zalmijn.
In de jaren 2020 maakt hij deel uit van een groep van zeven economen van zoals zij zichzelf noemen seniore professionals. Onder de naam Gi Sranan (Voor Suriname) geven zij belangeloos trainingen aan Surinamers met ambitie voor bestuursfuncties.